# Business Service Management
Business Service Management (BSM) stellt die Verbindung zwischen dem Prozessmanagement (auch Geschäftsprozessmanagement, GPM) und dem IT-Service-Management (ITSM) dar. Es hat das Ziel, eine bessere Abstimmung zwischen Business und IT zu erzielen. Dabei werden die Abhängigkeit des Business von der IT dargestellt sowie die Auswirkungen von IT-Störungen auf das Business aufgezeigt. Dies erfolgt durch das Verknüpfen von Geschäftsprozessen mit darunterliegenden IT-Services.

## Einleitung

### Entstehung
Der Begriff Business Service Management wurde 2003 vom amerikanischen Softwarehersteller BMC Software als neues strategisches Ziel des IT-Managements eingeführt und von da an von vielen Analysten und Softwareherstellern aufgegriffen. Intensiver beschäftigt sich u. a. Forrester Research seit 2006 damit (Trend-Artikel „Implementing BSM“, 18. April 2006; Marktübersicht „BSM Is Coming Of Age: Time To Define What It Is“, 1. Februar 2006). Die von BMC und Analysten gesehene Definition und Positionierung des Begriffs BSM als wichtiges Element in der strategischen Ausrichtung der IT wird inzwischen vom Markt geteilt und findet entsprechende Verwendung in verschiedenen Publikationen, wie etwa in „Business Perspective: The IS View on Delivering Services to Business“ der ITIL Version 2 und insbesondere in den ITIL Kernpublikationen der Version 3.

### Definitionen
- Definition „Business Service“: Ein Business Service, also eine geschäftliche Dienstleistung, ist ein IT-Service, der außerhalb der unternehmenseigenen IT in der Geschäftswelt sichtbar ist und dort einen Anspruchsberechtigten (engl.: Stakeholder) besitzt.
- Definition „Business Service Management (BSM)“: BSM verbindet dynamisch business-fokussierte IT-Services mit der darunterliegenden ICT Infrastruktur. Ein business-fokussierter IT-Service kann ein IT-Service oder ein Teil eines Geschäftsprozesses sein, der aber eine signifikante, erkennbare Geschäftsanforderung unterstützen muss.

### Umfeld
Mit dieser Definition des BSM ist der Begriff in das folgende Umfeld einzuordnen:
- Serviceorientierte Architektur (SOA): Ein Managementkonzept für eine dienstorientierte Architektur der ICT.
- IT-Service-Management (ITSM): Methoden, die nötig sind, um die bestmögliche Unterstützung von Geschäftsprozessen (GP) durch die IT-Organisation zu erreichen. Der hier bekannte De-facto-Standard ist ITIL.
- Prozessmanagement (auch Geschäftsprozessmanagement, GPM): Die Definition der Prozesse des Business, die durch die IT unterstützt werden.

## Beschreibung
Das Umfeld zeigt auf, dass ein BSM in ein GPM eingebettet sein soll. Die Zusammenhänge zwischen der IT, dem Business Service als Teil aller IT-Services, und dem Geschäftsprozess müssen dokumentiert und dargestellt werden. Die Überwachung dieser Zusammenhänge wird als End-to-End-Monitoring (E2E-Monitoring) im Sinne des Nutzers verstanden. Führende Lösungen in diesem Bereich erlauben das Messen der Performance von Geschäftsprozessen und damit die Definition von Service Level Agreements auf Geschäftsprozessebene – was über das klassische Service Level Management in der IT hinausgeht.
Zur Unterstützung eines BSM ist ein etabliertes ITSM notwendig; vertreten durch ITIL als den bekannten De-facto-Standard. Die notwendigen Architekturüberlegungen finden im Rahmen der SOA statt. Erst damit kann die dynamische Anforderung des Business entsprechend flexibel in der IT umgesetzt werden.